# 黏土鳥
《黏土鳥》（孟加拉語： Matir Moina或Matir Moyna）是2002年的一部孟加拉劇情片，由該國導演塔尔克·马苏德執導，努魯·伊斯蘭·巴布盧、阇延多·查托帕耶與洛克亞·普拉奇等人主演。這部電影的背景來自導演馬蘇德在孟加拉國解放戰爭期間，於伊斯蘭學校就讀的個人經驗，電影透過年少的主角與其父母、教師和同學的互動，刻劃出戰爭時動蕩不安的時局。黏土鳥在國際上獲得了許多獎項，包括在第55屆坎城影展的平行單元導演雙週獲得國際影評人協會獎，也是首部由孟加拉提交爭取奧斯卡最佳外語片獎提名的電影，但因其劇情觸及敏感的宗教議題，最初在孟加拉國內被禁止播映，後來才被准許上映，並於2005年4月發行了DVD的版本。

## 外部連結
- 官方网站
- Matir Moina at the British Film Institute[需要較佳来源]
- 互联网电影数据库（IMDb）上《黏土鳥》的资料（英文）
- Metacritic上《黏土鳥》的資料（英文）
- Box Office Mojo上《黏土鳥》的資料（英文）
- 爛番茄上《黏土鳥》的資料（英文）
- TCM电影资料库上《黏土鳥》的资料（英文）
- YouTube上的Matir Moina Trailer